# Гравітаційна гребля

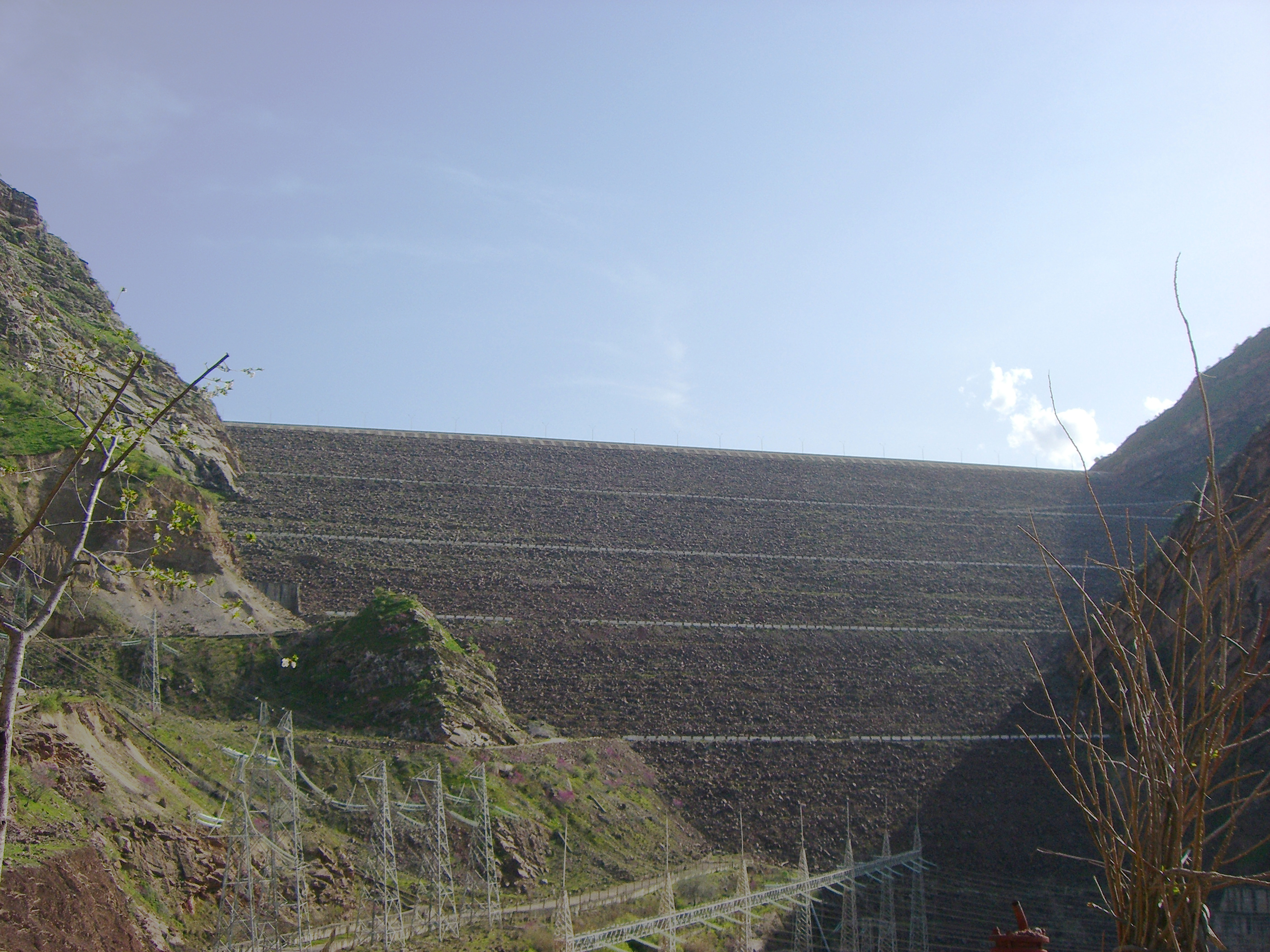
Гравітаційна камінно-земляна гребля Нурецької ГЕС (висота 300 м)

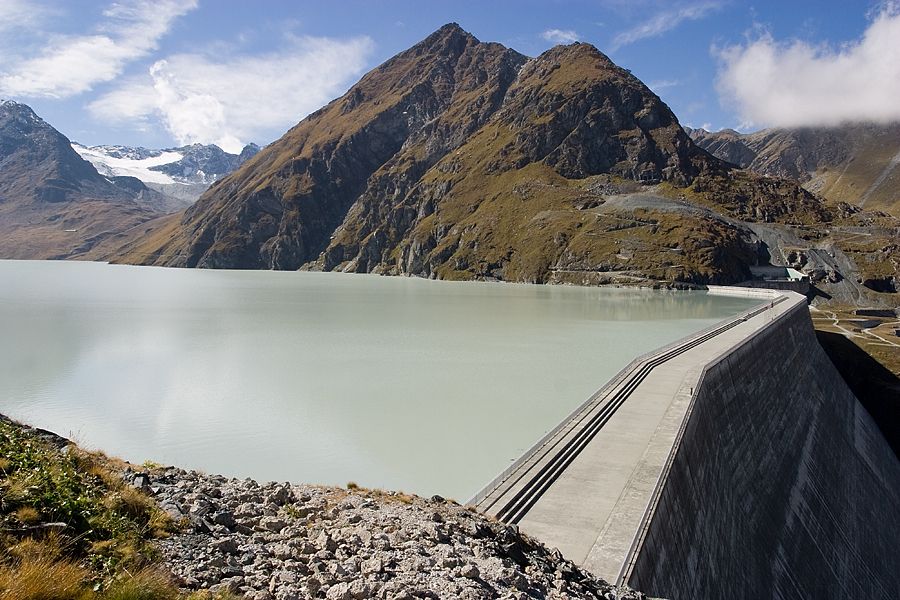
Гравітаційна гребля Гранд Діксенс в Швейцарії (висота 285 м)

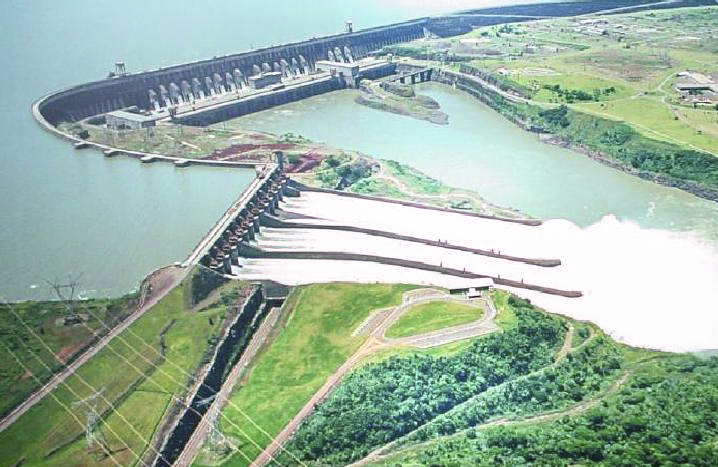
Гравітаційна гребля Ітайпу (Бразилія, Парагвай) висотою 196 м та довжиною 7700 м

Гравітаці́йна гре́бля (англ. gravity dam) — масивна бетонна або кам'яна гребля, стійкість якої по відношенню до зсуву (від тиску води, криги, хвиль тощо) забезпечується в основному силами тертя по підошві, пропорційними до власної ваги греблі.

## Конструктивні особливості
Гравітаційна гребля — вельми поширений тип гребель, що споруджується як на скельних (Бухтармінська ГЕС, Красноярська ГЕС), так і на нескельних (водозливні греблі волзьких гідровузлів) ґрунтах. Найекономічнішими формами контуру поперечного профілю гравітаційних гребель є форми, близькі до трикутника чи трапеції. Основним параметром гравітаційної греблі є відношення товщини греблі по основі до її висоти — залежить від характеру ґрунту або порід підошви і змінюється від 0,6 (скеля) до 1,2 (глина).
Найбільшу висоту (300 м) має камінно-земляна насипна гребля Нурецької ГЕС (Таджикистан). За нею за висотою йде гравітаційна бетонна гребля Гранд Діксенс (висота 285 м, довжина 700 м, ширина в основі 200 м, ширина по гребеню – 15 м) у Швейцарії.
Недолік таких гребель — невиправдано високий запас міцності, що обумовлює перевитрату будівельних матеріалів. Його усувають виконанням полегшених конструкцій: з розширеними швами біля основи; з екраном на напірній грані; з анкеруванням в основі греблі; зі зменшенням кута нахилу підошви, з облаштуванням сухих або мокрих поздовжніх пустот (потерн), вільних або заповнених баластними дешевими інертними матеріалами (гребля Братської ГЕС, гребля Ітайпу тощо).
У низці випадків верхня частина гребель цього типу виконується у вигляді вертикальної стінки, стійкість якої забезпечена масою трапецієподібної основи.